# Kungu
Kungu est une localité, chef-lieu de territoire du Sud-Ubangi en république démocratique du Congo.

## Géographie
La localité est située sur la route RP322 à 109 km au sud-ouest du chef-lieu provincial Gemena.

## Administration
Chef-lieu territorial de 3 870 électeurs enrôlés pour les élections de 2018, elle a le statut de commune rurale de moins de 80 000 électeurs, elle aura 7 conseillers municipaux.

## Population
Le dernier recensement date de 1984,.
| 1984 | 2004  | 2012  |
| ---- | ----- | ----- |
| -    | 6 688 | 8 061 |